# High Desert (Oregon)
L'High Desert dell'Oregon è una regione dello stato federato dell'Oregon situata ad est della Catena delle Cascate e a sud delle Blue Mountains, nella parte centrale e orientale dello stato. Suddiviso in due regioni, meridionale e settentrionale, questo deserto copre la maggior parte di cinque contee dell'Oregon e presenta un'altitudine media di 1200 metri sul livello del mare. La sua zona sud-occidentale è parte del Gran Bacino, mentre quella sud-orientale costituisce il bacino idrografico del corso inferiore del fiume Owyhee. La regione settentrionale è parte dell'altopiano del Columbia: qui, il maggiore apporto di precipitazioni consente ai proprietari di terreni agricoli la coltivazione di erba medica e altre piante da fieno. I terreni pubblici all'interno della regione sono principalmente di proprietà del Bureau of Land Management, che gestisce più di 78000 km², tra cui cinque fiumi ritenuti di particolare importanza naturale e paesaggistica.
Sebbene sia effettivamente una zona piuttosto asciutta, l'High Desert è arido solo se paragonato all'Oregon occidentale. La regione riceve in media 380 mm di pioggia all'anno; il deserto di Alvord, tuttavia, ne riceve appena 180 mm. Contrariamente al suo nome, la maggior parte dell'High Desert non è arida abbastanza da qualificarsi veramente come deserto e, dal punto di vista biologico, la maggior parte di esso viene classificata come boscaglia o steppa.
Con i suoi 2967 m, la cima del monte Steens è il punto più elevato dell'High Desert: questa larga montagna a blocco di faglia è caratteristica della tettonica dei bacini e delle catene montuose dell'High Desert. Circa 16 milioni di anni fa, durante il Miocene inferiore, le colate di lava provenienti dalle eruzioni vulcaniche coprivano circa la metà della superficie dell'Oregon. La crosta terrestre iniziò quindi a stirarsi, dando vita a un'ulteriore attività vulcanica che durò da 15 a 2 milioni di anni fa. Durante questo periodo, varie ere glaciali diedero vita ai grandi laghi dell'High Desert.
Il clima dell'High Desert fornisce un habitat adatto a mammiferi come l'antilocapra, il coyote, il cervo mulo, la lepre californiana e il puma. Tra gli uccelli caratteristici della regione figurano il gallo della salvia, il colino della California e il falco della prateria. Il ginepro occidentale è l'albero più comune della regione, mentre la salvia del deserto e il girasole lanoso sono le piante più diffuse.

## Geografia
L'High Desert dell'Oregon è situato nella parte centrale e sud-orientale dello stato. Copre una superficie di circa 62000 km², estendendosi per circa 320 km dall'Oregon centrale fino al confine con l'Idaho a est e per 210 km dall'Oregon centrale fino al confine con il Nevada a sud. La maggior parte della regione ricade all'interno delle contee di Crook, Deschutes, Harney, Lake e Malheur.
L'High Desert è chiamato così per la sua altitudine generalmente elevata, in media 1200 m in tutta la regione. A ovest confina con le pendici orientali della Catena delle Cascate. Le Blue Mountains ne delimitano il confine geografico a nord, costituendo l'estremità settentrionale di quest'altopiano semiarido. L'High Desert meridionale è parte della regione nordamericana denominata Basin and Range Province, che prosegue a sud attraverso il Nevada e l'Arizona fin dentro il Messico. Esso ospita grandi laghi alcalini e alte falesie, alcune delle quali con un'elevazione di oltre 600 m. Il monte Steens, nella contea di Harney, è il punto più elevato della regione: la sua cima raggiunge i 2967 m. A est, l'High Desert dell'altopiano del Columbia si estende attraverso il fiume Snake e nell'Idaho.
Nella regione dell'High Desert scorrono diversi fiumi. Tra questi vi sono il Deschutes e il Crooked, suo affluente, così come il Malheur, l'Owyhee e il John Day, tutti appartenenti al bacino idrografico del Columbia. Poiché l'High Desert comprende anche parte del Gran Bacino, alcuni fiumi più piccoli scorrono in bacini chiusi. Il Chewaucan, il Donner und Blitzen e il Silvies sfociano tutti in alcuni dei laghi salati dell'High Desert.

### Utilizzo del terreno
La maggior parte dei terreni dell'Oregon orientale appartiene al governo degli Stati Uniti. Il Bureau of Land Management amministra oltre 55000 km² di terre nei distretti di Burns, Lakeview, Prineville e Vale, la maggior parte dei quali si trova nella regione dell'High Desert. Inoltre, il Congresso ha designato tratti specifici dei fiumi Crooked, Deschutes, Donner und Blitzen, Malheur e Owyhee come parte del National Wild and Scenic Rivers System.
L'agricoltura costituisce la principale attività economica della regione. Gli allevatori di bestiame utilizzano ampi tratti di terreni privati e statali per il pascolo. In molte parti della regione vengono allevati bovini e ovini. A causa delle scarse precipitazioni, la maggior parte delle colture necessita di irrigazione. Tra le piante coltivate figurano erba medica e altre piante da fieno, grano, avena, orzo, patate, cipolle, barbabietole da zucchero e menta.

## Geologia

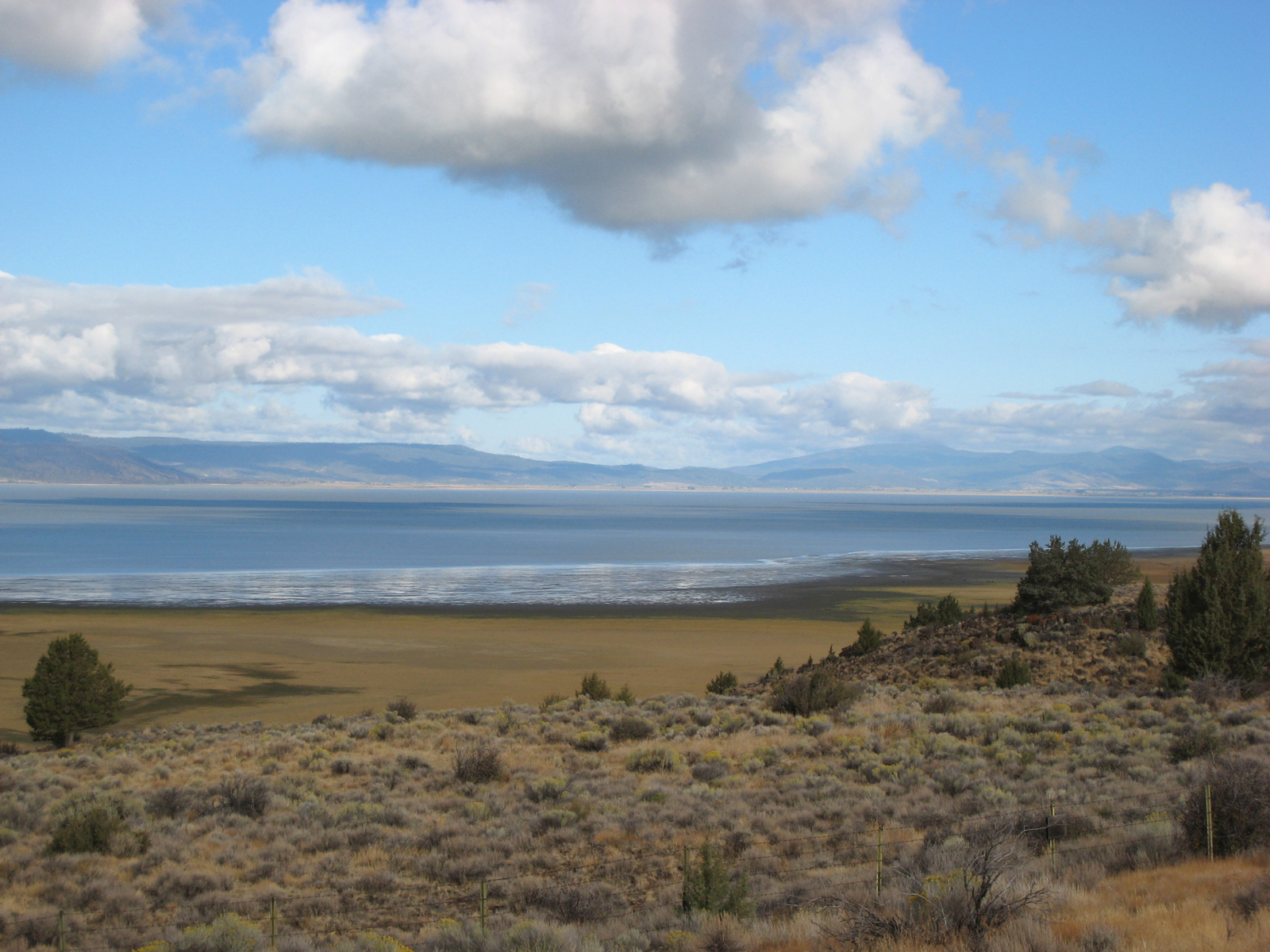
Come altri laghi dell'High Desert, il lago Goose si è formato a seguito dello scioglimento dei ghiacciai alla fine dell'era glaciale, nel Pleistocene.

Tra 17 e 15 milioni di anni fa, il magma proveniente dalle profondità dell'Oregon orientale risalì sulla superficie terrestre, causando un periodo di significativa attività vulcanica, durante la quale venne eruttata una serie di colate laviche da fessure nei pressi della zona di confine tra Oregon, Idaho e stato di Washington. Le colate laviche risultanti si spinsero fino a 640 km di distanza dalla loro fonte. Alcune ricoprirono una superficie di 26000 km² con uno strato di 30 m di spessore. Alla fine, queste colate ricoprirono metà dello stato dell'Oregon, creando una formazione nota come gruppo basaltico del Columbia, la struttura geologica che si estende sotto gran parte dell'High Desert.
Quando l'attività vulcanica originaria si placò, la crosta terrestre iniziò a stirarsi e a fratturarsi. Tra 15 e 2 milioni di anni fa, ciò portò alla formazione di centinaia di nuovi vulcani che aggiunsero ulteriori strati di lava sul gruppo basaltico del Columbia e lasciarono dietro di sé centinaia di tunnel di lava. Queste nuove colate ricoprirono la parte sud-orientale dello stato. Molti dei vulcani e dei coni di cenere più piccoli risalenti a questo periodo sono ancora presenti nell'Oregon orientale. Successivamente, la fratturazione della crosta che ne seguì portò alla formazione di grandi montagne a blocco di faglia in tutta la regione. Le montagne a scarpata e le valli di alta quota create da queste faglie crearono il tipico paesaggio a bacini e catene montuose che caratterizza gran parte dell'High Desert dell'Oregon.
Durante gli ultimi 2 milioni di anni, una serie di ere glaciali alterò fortemente il paesaggio. Quando ogni calotta glaciale si scioglieva, il deflusso e l'aumento delle precipitazioni riempivano molti dei bacini chiusi della regione, formando grandi laghi pluviali. Il lago Goose e i bacini di Harney e Klamath si colmarono d'acqua, assieme a molti altri bacini più piccoli. Alcuni dei laghi giunsero a coprire una superficie di 2600 km². Tuttavia, quando il clima divenne più secco, questi grandi laghi si ridussero di dimensioni. I laghi Goose, Harney, Malheur, Summer, Abert e Warner sono ciò che rimane di questi antichi laghi pluviali.

## Clima
In tutto l'High Desert dell'Oregon le precipitazioni annue sono relativamente scarse, con una media inferiore ai 380 mm all'anno nella maggior parte delle zone. Bend, la città più grande della regione, riceve solo 300 mm di precipitazioni all'anno. Burns ne riceve circa 280, mentre Rome, nel centro della contea di Malheur, e la stazione meteorologica ufficiale presso il Whitehorse Ranch, nella parte meridionale della contea di Harney, ricevono in media solo 200 mm di pioggia. Alcune delle aree montuose, tuttavia, ricevono un apporto significativamente maggiore di precipitazioni sotto forma di nevicate. Ad esempio, la città di montagna di Lakeview riceve un apporto medio annuo di neve di quasi 1700 mm.
La maggior parte delle zone dell'High Desert riceve quasi tutte le precipitazioni durante i mesi invernali, che diminuiscono costantemente dalla tarda estate all'autunno. Alcune aree nelle parti orientali e meridionali della regione ricevono picchi di precipitazioni nella tarda primavera e all'inizio dell'estate. Ad esempio, sul monte Hart, nella contea di Lake, il periodo più piovoso dell'anno va da marzo a giugno. I mesi più secchi in tutto l'High Desert dell'Oregon vanno da luglio a settembre, ma anche in questo periodo si possono registrare temporali isolati.
| Città      | Gen     | Feb    | Mar     | Apr     | Mag    | Giu    | Lug     | Ago    | Set    | Ott     | Nov    | Dic    | Max/Min assolute | Fonte  |
| ---------- | ------- | ------ | ------- | ------- | ------ | ------ | ------- | ------ | ------ | ------- | ------ | ------ | ---------------- | ------ |
| Bend       | 4 / -5  | 6 / -3 | 10 / -2 | 13 / -1 | 18 / 2 | 22 / 5 | 27 / 7  | 27 / 7 | 22 / 3 | 16 / 0  | 7 / -2 | 4 / -5 | 38 / -31         | [ 21 ] |
| Burns      | 1 / -10 | 4 / -7 | 9 / -3  | 13 / -1 | 18 / 2 | 23 / 5 | 29 / 7  | 28 / 6 | 23 / 1 | 16 / -3 | 7 / -6 | 1 / -9 | 38 / -33         | [ 15 ] |
| Lakeview   | 3 / -6  | 5 / -4 | 8 / -2  | 13 / 0  | 18 / 3 | 23 / 6 | 28 / 13 | 28 / 8 | 23 / 5 | 17 / 0  | 7 / -3 | 3 / -6 | 38 / -28         | [ 22 ] |
| Prineville | 5 / -6  | 8 / -4 | 12 / -3 | 16 / -2 | 20 / 1 | 25 / 4 | 30 / 6  | 30 / 5 | 25 / 1 | 19 / -1 | 9 / -3 | 5 / -6 | 41 / -36         | [ 23 ] |

## Storia

### Popoli nativi e colonizzazione

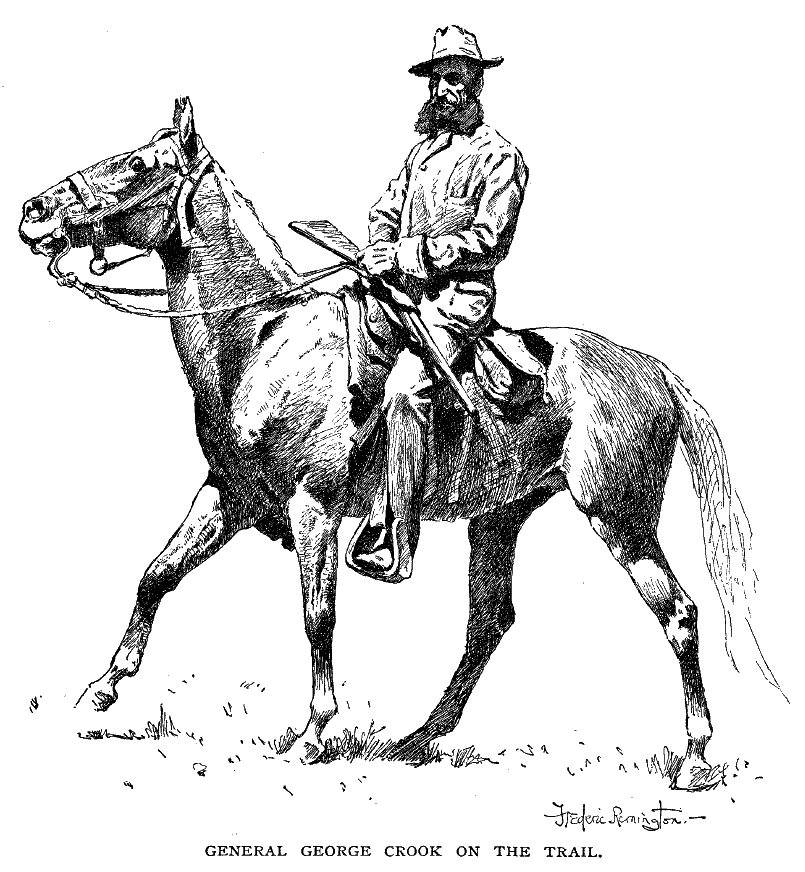
George Crook, generale dell'esercito degli Stati Uniti, trasferì Camp Warner dal monte Hart in un sito a ovest dei laghi Warner nel 1867.

Gli abitanti originari della regione dell'High Desert sono gli indiani Paiute settentrionali. In passato questi nativi americani erano cacciatori-raccoglitori seminomadi che raccoglievano noci, radici, semi, bacche e uova e cacciavano animali come cervi, antilocapre, oche, quaglie, conigli e orsi, spostandosi dalle montagne alle pianure a seconda del periodo dell'anno seguendo le risorse alimentari disponibili. Fabbricavano sandali, trappole e reti da pesca e intrecciavano ceste. Realizzate con ramoscelli di salvia, salice, piante di tule, canapa indiana e fibre di sommacco, queste ultime erano così strette da consentire il trasporto di acqua. Testimonianze archeologiche provenienti da una località nei pressi di Fort Rock hanno dimostrato che gli abitanti della regione intrecciavano ceste almeno 9000 anni fa.
Per tutto il XVIII secolo e l'inizio del XIX, i Paiute settentrionali ebbero numerosi conflitti con le tribù che vivevano a nord-ovest. I Wasco-Wishram e altre tribù chinook spesso invasero il territorio dell'High Desert abitato dai Paiute. Nel 1811, dopo uno di questi incidenti, i Paiute settentrionali migrarono a nord verso il fiume Columbia e attaccarono le canoe wasco. All'epoca i Paiute settentrionali erano circa 7500. Durante la guerra degli Snake, un conflitto tra i nativi della regione e i coloni bianchi, circa i due terzi della popolazione dei Paiute settentrionali rimasero uccisi. I bianchi vinsero la guerra e i Paiute settentrionali e altre tribù dell'Oregon furono rinchiusi nella riserva di Malheur.
I coloni bianchi che avevano raggiunto la zona attraverso la Pista dell'Oregon iniziarono a popolare la regione dell'High Desert negli anni 1850 e 1860 dopo aver iniziato a coltivare e a disboscare la valle del Willamette e altre terre dell'Oregon occidentale. Migliaia di questi emigranti raggiunsero l'area da ovest, attraversando la Catena delle Cascate per rivendicare le terre dell'Oregon orientale. L'High Desert venne colonizzato dai bianchi più tardi dell'Oregon occidentale, anche perché Elijah White non era riuscito a trovare un passaggio a est attraverso la Catena delle Cascate. Una volta che ebbero rivendicato più terre, i pionieri e i membri del governo americano negoziarono trattati con i nativi dell'High Desert e del resto dell'Oregon, spesso costringendoli a lasciare le loro terre di origine e rinchiudendoli nelle riserve.
Nel 1866, i soldati americani fondarono Camp Warner, un accampamento militare situato nei pressi dell'attuale Hart Mountain National Antelope Refuge nella contea di Lake. Erano stati inviati appositamente da Boise, nell'Idaho, per fondare una postazione militare nell'High Desert, e la costruirono a est dei laghi Warner perché avevano timore di non riuscire ad attraversare la distesa di zone umide che si estendeva oltre. Tuttavia, il generale George Crook non approvò la decisione dei soldati: fece costruire una strada attraverso i laghi e spostò il campo sul loro lato occidentale.
Delle quattro principali città dell'High Desert, Prineville fu la prima a essere fondata. Il suo ufficio postale, che si chiamava inizialmente «Prine», aprì nel 1871. Prendeva il nome da Barney Prine, un commerciante di whisky e metalli della zona. In seguito, nel 1876, venne fondato l'ufficio postale di Lakeview. All'epoca il lago Goose era più esteso ed era visibile dall'ufficio postale. L'ufficio postale di Burns, così chiamato in onore del poeta scozzese Robert Burns, aprì nel 1884 e la città venne fondata nel 1891. Bend deve il nome al toponimo «Farewell Bend» («ansa dell'addio»), il luogo in cui i pionieri che attraversarono l'area videro per l'ultima volta il fiume Deschutes. L'ufficio postale di Bend venne fondato nel 1904.
Nel 1878, gli indiani Bannock e le tribù settentrionali degli Shoshoni dettero il via a quella che venne chiamata guerra dei Bannock, un'offensiva contro i coloni bianchi della regione a seguito della distruzione delle piante di camas - le cui radici costituivano una delle principali fonti di cibo per i nativi - da parte dei maiali dei coloni. I Bannock e i Paiute settentrionali vennero pressoché sterminati durante il conflitto e i superstiti, una volta che i coloni bianchi ebbero vinto la guerra, vennero collocati in varie riserve. I Paiute settentrionali vennero inviati nella riserva indiana degli Yakama e successivamente finirono dispersi in diverse riserve degli Stati Uniti occidentali.
Nel 1897, i coloni crearono la riserva paiute di Burns, di 5559 ettari, appena a nord della città omonima. Riconosciuta ufficialmente nel 1972, ospita i discendenti della banda Wada Tika dei Paiute settentrionali. Nel 1992 contava 356 membri. Nel 1980, altri 57 discendenti dei Paiute settentrionali vivevano al di fuori della riserva.

### Toponimo
Nel XIX secolo, l'High Desert dell'Oregon veniva chiamato Great Sandy Desert o Gran Deserto Sabbioso (un termine improprio, dal momento che si rintraccia pochissima sabbia nella regione), Rolling Sage Plain o Artemisia Desert. Nel corso degli anni, la regione divenne nota anche come l'Empty Quarter dell'Oregon, il Great Wide Open e la Oregon's Cowboy Country. Oggi, molti residenti locali la chiamano Oregon Outback. Tuttavia, i vecchi nomi vengono ancora usati occasionalmente. In una cartina fisica comparsa su un numero del National Geographic del 1996, per indicare la parte sud-orientale dell'Oregon venne utilizzato l'antico nome datole dai pionieri, Great Sandy Desert. Comunque, la regione è più comunemente conosciuta come High Desert dell'Oregon. High Desert è il nome ufficiale di una pianura nella contea di Deschutes, come riconosciuto dallo United States Board on Geographic Names, l'ente statale incaricato della toponomastica. Altri nomi tuttora usati sono Great Sandy Desert e Rolling Sage Plains.

## Flora e fauna

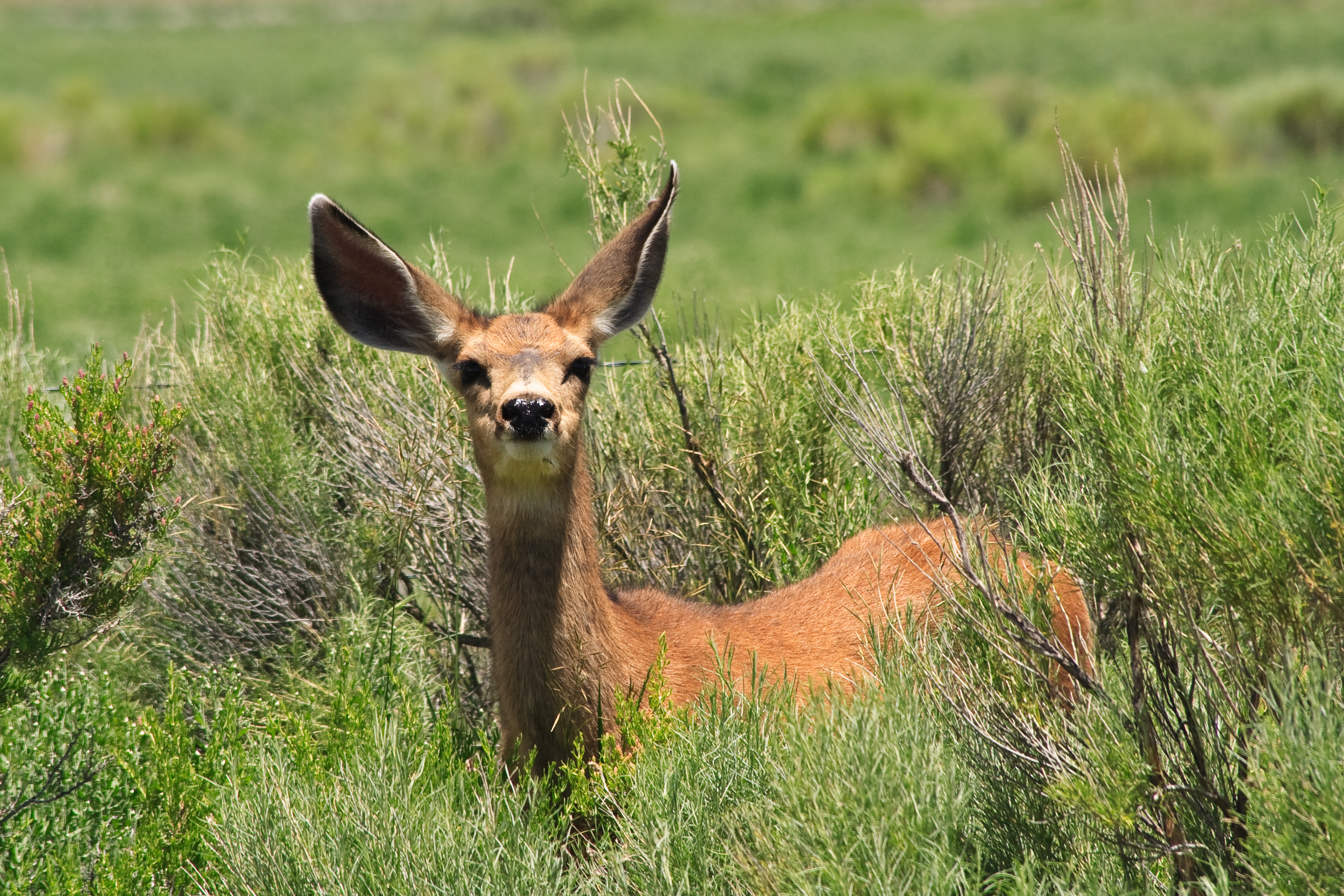
Il cervo mulo sopravvive nutrendosi delle erbe e dei fiori dell'High Desert.

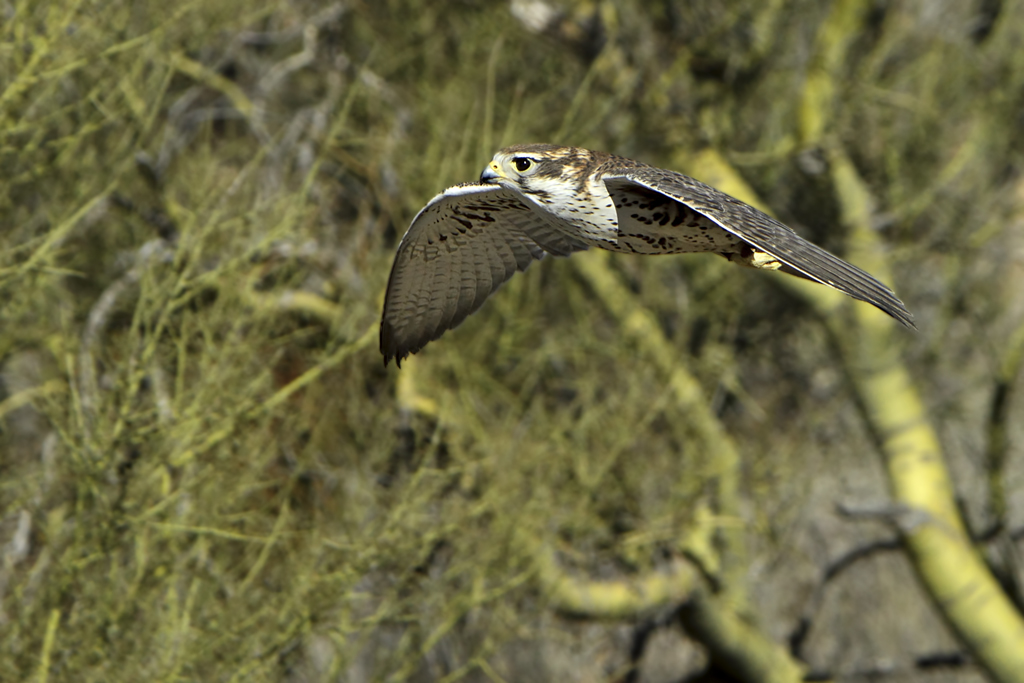
I falchi della prateria prosperano grazie all'abbondanza dei piccoli mammiferi della regione.

La riserva integrale delle Oregon Badlands, 24 km a est di Bend, presenta la vegetazione tipica dell'High Desert. Le piante native si sono adattate a sopravvivere con meno di 300 mm di pioggia all'anno. L'area è dominata dalla salvia del deserto (Artemisia tridentata) e dal Chrysothamnus, nonché da erbe coriacee come Festuca idahoensis, Pseudoroegneria spicata e altre graminacee. In primavera, fioriscono i fiori di girasole lanoso (Eriophyllum lanatum), Diplacus nanus, Eriogonum umbellatum, Castilleja e Calochortus. Altri fiori selvatici diffusi in tutta la regione sono i ranuncoli (Ranunculus), le speronelle (Delphinium), i floghi (Phlox), le primule (Primula) e le malve (Malva). Nella riserva integrale delle Oregon Badlands vi è anche l'albero più vecchio dell'Oregon di cui siamo a conoscenza, un ginepro occidentale (Juniperus occidentalis) che si ritiene abbia più di 1600 anni.
Nell'High Desert vivono centinaia di specie animali. Il solo Hart Mountain National Antelope Refuge ne ospita più di 300, comprese 239 specie di uccelli e 42 di mammiferi. Il cervo mulo (Odocoileus hemionus), l'antilocapra (Antilocapra americana), il coyote (Canis latrans), il tasso americano (Taxidea taxus) e la lepre californiana (Lepus californicus) sono comuni in tutto l'High Desert. In alcune parti è possibile incontrare anche il wapiti (Cervus canadensis), il bighorn (Ovis canadensis), il puma (Puma concolor), la lince rossa (Lynx rufus), la volpe grigia (Urocyon cinereoargenteus), la volpe rossa (Vulpes vulpes), l'ursone (Erethizon dorsatum) e il castoro del Canada (Castor canadensis).
Tra i piccoli mammiferi ricordiamo la donnola dalla coda lunga (Mustela frenata), la marmotta americana (Marmota monax), i silvilaghi (Sylvilagus), il coniglio pigmeo (Brachylagus idahoensis), lo scoiattolo terricolo dorato (Callospermophilus lateralis), i citelli antilope (Ammospermophilus), il citello di Townsend (Urocitellus townsendii), il chipmunk del pino giallo (Neotamias amoenus), il ratto canguro di Ord (Dipodomys ordii) e il gopher del nord (Thomomys talpoides). Tra i topi vi sono il topo dalle tasche del Gran Bacino (Perognathus parvus), il topo cavalletta settentrionale (Onychomys leucogaster), il topo delle messi occidentale (Reithrodontomys megalotis), i topi dai piedi bianchi (Peromyscus), l'arvicola della Pennsylvania (Microtus pennsylvanicus) e l'arvicola dell'Oregon (M. oregoni). Molto numerose sono anche le specie di pipistrelli.
Tra le specie di uccelli più comuni dell'High Desert vi sono il gallo della salvia (Centrocercus urophasianus), la quaglia della California (Callipepla californica) e il mimo della salvia (Oreoscoptes montanus). Nei pressi dei laghi e nelle zone rivierasche si incontrano il pigliamosche di Oberholser (Empidonax oberholseri), la dendroica gialla (Setophaga petechia), la parula capoarancio (Leiothlypis celata), lo scricciolo delle case (Troglodytes aedon), il tòui maculato (Pipilo maculatus), il gracchio di Brewer (Euphagus cyanocephalus), la sturnella occidentale (Sturnella neglecta), le rondini (Hirundo) e i succiacapre sparviero (Chordeiles). La cincia delle Montagne Rocciose (Poecile gambeli), il carpodaco di Cassin (Haemorhous cassinii), il beccogrosso testanera (Pheucticus melanocephalus), il tòui codaverde (Pipilo chlorurus), la dendroica groppone giallo (Setophaga coronata), la parula di MacGillivray (Geothlypis tolmiei), l'azzurro di montagna (Sialia currucoides), il corvo imperiale (Corvus corax), il picchio dorato (Colaptes auratus) e il picchio testabianca (Leuconotopicus albolarvatus) sono comuni in alcune parti della regione. I rapaci sono rappresentati da gufi, sparvieri, falchi della prateria (Falco mexicanus), aquile reali (Aquila chrysaetos) e aquile di mare testabianca (Haliaeetus leucocephalus).